# Чёрная база
Чёрная база (лат. Aviceda leuphotes) — вид хищных птиц семейства ястребиных (Accipitridae). Выделяют три подвида. Распространены в Азии.

## Описание

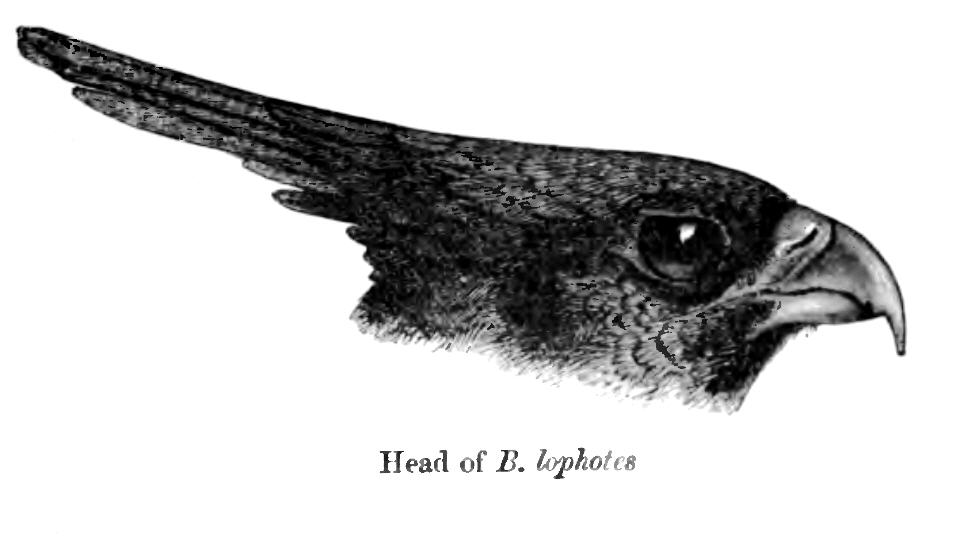
Рисунок головы

Чёрная база — небольшой хищник длиной от 28 до 35 см, размахом крыльев от 64 до 80 см, а массой от 168 до 224 г. Голова довольно маленькая с длинным гребнем, который удерживается вертикально или приподнимается и опускается у птиц на насесте, в полёте прижат к голове. Крылья длинные, хвост средней длины (13—15 см) и короткие ноги. Наклювье с двумя парами предвершинных зубцов резко изогнуто книзу у вершины, подклювье прямое.
Окраска оперения преимущественно чёрная. Перья на плечах, нижней части спины и большие кроющие перья имеют белую центральную часть и бордовые края. Средние кроющие перья с тёмно-бордовыми или жёлто-бордовыми пятнами. Горло чёрное; на верхней части груди большое белое пятно; остальная часть нижней части тела охристая или светло-рыжевато-охристая, испещренная широкими рыжевато-коричневыми поперечными полосами, иногда с белыми краями. Центральная часть брюха и перья на бёдрах белые. Нижняя сторона первостепенных маховых перьев белая с черноватыми кончиками, второстепенных маховых перьев — серая, нижних покровных перьев — чёрная, рулевых перьев — серая с серебристыми кончиками. Клюв тёмно-серый. Радужная оболочка от пурпурно-коричневого до красновато-коричневого цвета. Восковица тёмно-сине-серая. Ноги серовато- или голубовато-чёрные.

## Биология
Чёрная база охотится со скрытого или открытого насеста, опускаясь на землю или взлетая, чтобы схватить добычу в воздухе или из листвы. Также совершает короткие перелёты в кроне, может зависать в густой листве с частыми взмахами крыльями. Иногда летает в разных направлениях через скопления роящихся насекомых или стаи воробьиных птиц. Охотится парами или небольшими группами, численностью до пяти особей. Наиболее активен в сумерках или в пасмурную погоду. Во время миграций образует небольшие стаи, ночующие в одном месте на присадах по 20—25 особей.
В состав рациона входят крупные насекомые (жуки, кузнечики, богомолы и т.д.), ящерицы и древесные лягушки. Иногда питается летучими мышами, мелкими наземными млекопитающими и мелкими птицами.
Сезон размножения на юго-западе Индии и в Бирме продолжается с февраля по июль, а на севере-востоке Индии начинается в апреле. Небольшое компактное гнездо размером 25—40 см в поперечнике и высотой 10—20 см сооружается из веток и выстилается травой, волокнами и зелёными листьями. Обычно располагается на высоте более 20 м от земли, часто рядом с ручьём или водоёмом. В кладке 2—3 яйца. Инкубационный период продолжается около 26—27 дней. В строительстве гнезда, насиживании и выкармливании птенцов принимают участие оба родителя. Основной пищей птенцов являются насекомые.

## Подвиды и распространение
Международный союз орнитологов выделяет три подвида:
- Aviceda leuphotes syama (Hodgson, 1837)	— от восточного Непала и северо-восточной Индии до южного Китая и севера Мьянмы
- Aviceda leuphotes leuphotes (Dumont, 1820) —	от юго-запада Индии до юга Мьянмы и запада Таиланда
- Aviceda leuphotes andamanica Abdulali & Grubh, 1970 — Андаманские острова